# Aston Martin Vantage AMR GT3
Chronologie des modèles
Aston Martin V12 Vantage GT3
Aston Martin Vantage AMR
L'Aston Martin Vantage AMR GT3 est une Aston Martin Vantage de compétition développée par Prodrive pour Aston Martin Racing. La voiture répondent à la réglementation technique du Groupe GT3.

## Aspects techniques
L'Aston Martin Vantage AMR GT3 est une voiture de Grand tourisme répondant à la réglementation technique GT3. Celle-ci est donc éligible à de nombreuses compétitions automobiles telles que celles organisées par l'ACO, l'IMSA ou le SRO.

## Écuries
- Aston Martin Racing
- Beechdean AMR
- D'Station Racing
- Garage 59
- Heart Of Racing Team
- M2 Competition
- Oman Racing avec TF Sport
- Optimum Motorsport
- PROpeak Performance
- R-Motorsport (en)
- Team Kuwait
- TF Sport
- Ultimate Speed